# Европско првенство у атлетици у дворани 1974 — 800 метара за мушкарце
Такмичење у трци на 800 метара у мушкој конкуренцији на 5. Европском првенству у атлетици у дворани 1974. одржано је у дворани Скандинавијум у Гетеборгу, (Шведска) 8. и 9. марта.
Титулу освојену у Греноблу 1973. није бранио Франсис Гонзалес из Француске.

## Земље учеснице
Учествовало је 12 атлетичара из 11 земаља.
1. Белгија (1)
2. Чехословачка (2)
3. Финскаа (1)
4. Француска (1)
5. Италија (1)
6. Југославија (1)
7. Мађарска (1)
8. Пољска (1)
9. Шпанија (1)
10. Швајцарска (1)
11. Шведска (1)

## Рекорди
| Рекорди пре почетка Европског првенства у дворани 1974.     | Рекорди пре почетка Европског првенства у дворани 1974. | Рекорди пре почетка Европског првенства у дворани 1974. | Рекорди пре почетка Европског првенства у дворани 1974. | Рекорди пре почетка Европског првенства у дворани 1974. | Рекорди пре почетка Европског првенства у дворани 1974. |
| ----------------------------------------------------------- | ------------------------------------------------------- | ------------------------------------------------------- | ------------------------------------------------------- | ------------------------------------------------------- | ------------------------------------------------------- |
| Светски рекорд                                              | Дитер Фром                                              | Источна Немачка                                         | 1:46,6                                                  | Београд, Југославија                                    | 8. март 1969.                                           |
| Европски рекорд у дворани                                   | Дитер Фром                                              | Источна Немачка                                         | 1:46,6                                                  | Београд, Југославија                                    | 8. март 1969.                                           |
| Рекорди европских првенстава                                | Герфард Штоле                                           | Источна Немачка                                         | 1:48,54 пф.                                             | Ротердам, Холандија                                     | 10. март 1973.                                          |
| Рекорди после завршеног Европског првенства у дворани 1974. |                                                         |                                                         |                                                         |                                                         |                                                         |
| Рекорди европских првенстава                                | Лучано Сушањ                                            | Југославија                                             | 1:48,07                                                 | Гетеборг, Шведска                                       | 10. март 1974.                                          |

## Освајачи медаља
|                          |                       |                          |
| Лучано Сушањ Југославија | Андраш Жинка Мађарска | Јозеф Плахи Чехословачка |

## Резултати

### Квалификације
За финале су се пласирала по 2 првопласирана из све три квалификационе групе (КВ).
| Место | Група | Атлетичар         | Земља        | Резултат | Белешка  |
| ----- | ----- | ----------------- | ------------ | -------- | -------- |
| 1.    | 1     | Ролф Гизин        | Швајцарска   | 1:48,73  | КВ, ЛРСд |
| 2.    | 1     | Филип Мејер       | Француска    | 1:49,75  | КВ, ЛРд  |
| 3.    | 2     | Андраш Жинка      | Мађарска     | 1:49,77  | КВ       |
| 4.    | 1     | Марику Алто       | Финска       | 1:49,81  | ЛРд      |
| 5.    | 2     | Јозеф Плахи       | Чехословачка | 1:49,97  | КВ       |
| 6.    | 1     | Аке Свенсон       | Шведска      | 1:50,30  | ЛРд      |
| 7.    | 3     | Лучано Сушањ      | Југославија  | 1:50,34  | КВ       |
| 8.    | 2     | Иво Ван Даме      | Белгија      | 1:50,56  | ЛРСд     |
| 9.    | 3     | Михал Сковронек   | Пољска       | 1:50,56  | КВ, ЛРд  |
| 10.   | 3     | Јан Сисовски      | Чехословачка | 1:50,57  | ЛРСд     |
| 11.   | 2     | Виторио Фонтанела | Италија      | 1:50,79  | ЛРСд     |
| 12.   | 3     | Антонио Фернандез | Шпанија      | 1:52,89  | ЛРСд     |

## Финале
| Пласман | Атлетичар       | Земља        | Резултат | Белешка        |
| ------- | --------------- | ------------ | -------- | -------------- |
|         | Лучано Сушањ    | Југославија  | 1:48,07  | РЕПд, НРд, ЛРд |
|         | Андреас Жинка   | Мађарска     | 1:48,50  |                |
|         | Јозеф Плахи     | Чехословачка | 1:49,49  | ЛРС            |
| 4.      | Ролф Гизин      | Швајцарска   | 1:50,70  |                |
| 5.      | Михал Сковронек | Пољска       | 1:51,28  |                |
| 6.      | Филип Мејер     | Француска    | 1:57,48  |                |

## Укупни биланс медаља у трци на 800 метара за мушкарце после 5. Европског првенства у дворани 1970—1974.
|    | Земља                |   |   |   |    |
| -- | -------------------- | - | - | - | -- |
| 1. | Совјетски Савез      | 2 | 1 | 0 | 3  |
| 2. | Чехословачка         | 1 | 0 | 2 | 3  |
| 3. | Француска            | 1 | 0 | 1 | 2  |
| 3. | Југославија          | 1 | 0 | 1 | 2  |
| 5. | Источна Немачка      | 0 | 1 | 0 | 1  |
| 5. | Мађарска             | 0 | 1 | 0 | 1  |
| 5. | Шпанија              | 0 | 1 | 0 | 1  |
| 5. | Уједињено Краљевство | 0 | 1 | 0 | 1  |
| 9. | Пољска               | 0 | 0 | 1 | 1  |
|    | Укупно {9}           | 5 | 5 | 5 | 15 |

|    | Атлетичар        | Земља           |   |   |   |   |
| 1. | Јевгениј Аржанов | Совјетски Савез | 2 | 0 | 0 | 2 |
| -- | ---------------- | --------------- | - | - | - | - |
| 2. | Јозеф Плахи      | Чехословачка    | 1 | 0 | 2 | 3 |
| 3. | Франсис Гонзалес | Француска       | 1 | 0 | 1 | 2 |